# Mirmecologie

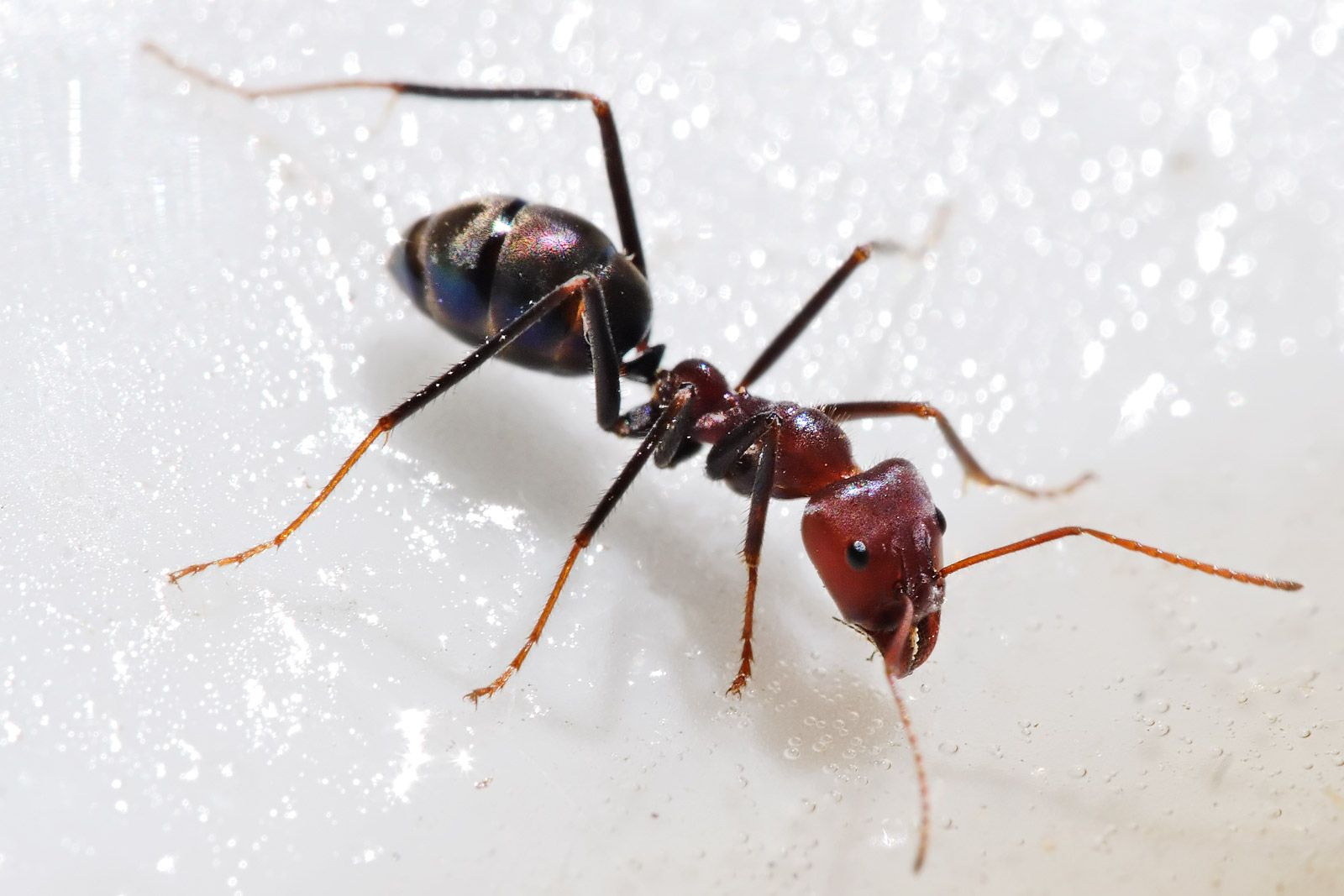
Furnică mâncătoare de carne care se hrănește cu miere

Mirmecologia din greacă: μύρμηξ, myrmex, furnică și λγος, logos, studiu) este o ramură a entomologiei axată pe studiul științific al furnicilor. Unii mirmecologi timpurii au considerat societatea furnicilor ca fiind forma ideală a societății și au căutat să găsească soluții la problemele umane studiindu-le. Furnicile continuă să fie un model de alegere pentru studiul întrebărilor privind evoluția sistemului social datorită formelor lor complexe și variate de eusocial (organizare socială). Diversitatea și proeminența lor în ecosisteme le-au făcut, de asemenea, componente importante în studiul biodiversității și al conservării. Recent, coloniile de furnici sunt, de asemenea, studiate și modelate pentru relevanța lor în învățare automată, rețea interactivă complexă, stohasticitatea întâlnirii și rețeaua de interacțiune, calcul paralel, și alte câmpuri de calcul.

## Istorie
Cuvântul mirmecologie a fost inventat de William Morton Wheeler (1865–1937), deși interesul uman în viața furnicilor datează din vechime, cu numeroase referințe populare antice. Cea mai veche gândire științifică bazată pe observarea vieții furnicilor a fost cea a lui Auguste Forel (1848–1931), un psiholog elvețian care inițial era interesat de ideile de instinct, învățare și societate. În 1874 a scris o carte despre furnicile Elveției, Les fourmis de la Suisse, și și-a numit casa La Fourmilière (colonia de furnici). Primele studii ale lui Forel au inclus încercări de a amesteca specii de furnici într-o colonie. El a remarcat polidomie și monodomie la furnici și le-a comparat cu structura națiunilor.
Wheeler s-a uitat la furnici într-o nouă lumină, în ceea ce privește organizarea lor socială, iar în 1910 a ținut o prelegere la Woods Hole despre "Colonia de furnici ca organism", care a inițiat ideea de superorganisme. Wheeler a considerat trophallaxis sau împărțirea alimentelor în interiorul coloniei ca fiind nucleul societății furnicilor. Acest lucru a fost studiat folosind un colorant în produsele alimentare și observarea modul în care sa răspândit în colonie.
Alții, cum ar fi Horace Donisthorpe, au lucrat la sistematica furnicilor. Această tradiție a continuat în multe părți ale lumii până când s-au făcut progrese în alte aspecte ale biologiei. Apariția geneticii, a ideilor în etologia și evoluția ei au dus la o nouă gândire. Această linie de anchetă a fost inițiată de E. O. Wilson, care a fondat câmpul numit sociobiologie.

## Aplicare interdisciplinară
Furnicile sunt adesea studiate de ingineri pentru biomimetică și de inginerii de rețea pentru o rețea mai eficientă. Nu se știe clar cum reușesc furnicile să evite aglomerările și își optimizează mișcările pentru a se deplasa în cele mai eficiente moduri, fără o autoritate centrală care să trimită comenzi. Au existat deja multe aplicații în proiectarea structurii și crearea de rețele care au fost dezvoltate din studierea furnicilor, dar eficiența sistemelor create de om nu este încă aproape de eficiența coloniilor de furnici. În plus, există eforturi de a utiliza algoritmi de furnici și strategiile comportamentale ale furnicilor în managementul modern.

## Mirmecologi în ficțiune
Filmul alb-negru din 1954 Them! (Warner Bros) îl descrie pe expertul în vizite (extraterestre) Dr. Harold Medford (jucat de Edmund Gwenn) de la Departamentul de Agricultură din Washington DC ca un mirmecolog.
Dr. Hank Pym este un personaj fictiv care apare în benzile desenate americane publicate de Marvel Comics și de Universul Cinematografic Marvel.

## Lista mirmecologilor notabili
Notă: Numele sunt listate alfabetic.
- Ernest André (1838–1911), entomolog francez
- Thomas Borgmeier (1892–1975), teolog și entomolog germano-brazilian
- William L. Brown Jr. (1922–1997), entomolog american
- Giovanni Cobelli (1849–1937), entomolog italian, director al muzeului Rovereto
- Arthur Charles Cole Jr. (1908–1955), entomolog american
- Walter Cecil Crawley, entomolog britanic
- William Steel Creighton (1902–1973), entomolog american
- Horace Donisthorpe (1870–1951), mirmecolog britanic, a numit mai multe specii noi
- Carlo Emery (1848–1925), entomolog italian
- Johan Christian Fabricius (1745–1808), entomolog danez, student al lui Linnaeus
- Auguste-Henri Forel (1848–1931), mirmecolog elvețian, a studiat structura creierului uman și furnicile
- Émil August Goeldi (1859–1917), naturalist și zoolog elvețiano-brazilian
- William Gould (1715–1799), descris de Horace Donithorpe ca „tatăl mirmecologiei britanice”
- Robert Edmond Gregg (1912–1991), entomolog american
- Thomas Caverhill Jerdon (1811–1872), medic britanic, zoolog și botanist
- Walter Wolfgang Kempf (1920–1976), mirmecolog brazilian
- Heinrich Kutter (1896–1990), mirmecolog elvețian
- Nicolas Kusnezov cunoscut și ca Nikolaj Nikolajevich Kuznetsov-Ugamsky (1898–1963)
- Pierre André Latreille (1762–1833), entomolog francez
- Sir John Lubbock (Primul Lord și Baron Avebury) (1834–1913), a scris despre organele de simț ale himenopterelor
- William T. Mann (1886–1960), entomolog american
- Gustav Mayr (1830–1908), entomolog austriac și profesor la Pesta și Viena, specializat în Himenoptere
- Carlo Menozzi, cunoscut și drept Carlo Minozzi (1892–1943), entomolog italian
- William Nylander (1822–1899), botanist finlandez, biolog, micolog, entomolog și mirmecolog
- Basil Derek Wragge-Morley (1920–1969), cercetarea lui a inclus genetica, comportamentul social al animalelor și comportamentul dăunătorilor agricoli
- Fergus O'Rourke (1923– 2010), zoolog irlandez
- Julius Roger (1819–1865),medic german, entomolog și folclorist
- Felix Santschi (1872–1940), entomolog elvețian
- Theodore Christian Schneirla (1902–1968), psiholog american pentru animale
- Frederick Smith (1805–1879), a lucrat în departamentul de zoologie al British Museum din 1849, specializat în Himenoptere
- Roy R. Snelling (1934–2008), entomolog american creditat cu multe descoperiri importante de specii de furnici rare sau noi
- Erich Wasmann (1859–1931), entomolog austriac
- Neal Albert Weber (1908–2001), mirmecolog american
- John Obadiah Westwood (1805–1893), entomolog și arheolog englez, de asemenea, cunoscut pentru talentele sale artistice
- William Morton Wheeler (1865–1937), curator de zoologie nevertebrată în Muzeul American de Istorie Naturală, a descris multe specii noi

### Mirmecologi contemporani
- Donat Agosti, entomolog elvețian
- Barry Bolton, (n. secolul al XX-lea), taxonomist englez de furnici
- Cesare Baroni Urbani, taxonomist elvețian de furnici
- Murray S. Blum (1929–), ecologist american, expert în feromoni
- Alfred Buschinger, mirmecolog german
- Henri Cagniant, mirmecolog francez
- John S. Clark, mirmecolog scoțian
- Cedric Alex Collingwood, entomolog britanic
- Mark Amidon Deyrup, mirmecolog american
- Francesc Xavier Espadaler i Gelabert, mirmecolog spaniol, specialist în antereană și furnici macaroneziene  și în specii invazive
- Deborah Gordon (1955–), studiază comportamentul coloniilor de furnici și ecologia lor
- William H. Gotwald Jr., entomolog american
- Michael J. Greene, studiază interacțiunile dintre indiciile chimice și modelele de comportament
- Bert Hölldobler (1936–), mirmecolog german, a câștigat Premiul Pulitzer
- Laurent Keller (1961–), biolog evoluționist elvețian și mirmecolog
- John E. Lattke
- John T. Longino, entomolog american
- Mark W. Moffett (1958–), entomolog și fotograf american
- Corrie S. Moreau, biolog și entomolog evolutiv american, a scris despre evoluția și diversificarea furnicilor
- Justin Orvel Schmidt, entomolog american, studiază apărarea chimică și comportamentală a furnicilor, viespilor și arahnidelor
- Bernhard Seifert, entomolog german
- Steven O. Shattuck, entomolog americano-australian
- Marion R. Smith, mirmecolog american
- Robert W. Taylor, mirmecolog australian
- Alberto Tinaut Ranera, mirmecolog spaniol
- Walter R. Tschinkel, mirmecolog american
- James C. Trager, mirmecolog american
- Gary J. Umphrey, biostatistician american și mirmecolog
- Philip S. Ward, mirmecolog american
- Edward Osborne Wilson (1929–), mirmecolog american câștigător aj Premiului Pulitzer, a revoluționat domeniul sociobiologiei
- Daniel Kronauer, mirmecolog american
- Alejandro G. Farji-Brener, mirmecolog argentinian

## Termeni asociați
- Mirmecohoros (adj.) dispersat de furnici
- Mirmecofag (adj.) care se hrăninește cu furnici
- Mirmecofil (n.) un organism care împarte în mod obișnuit un mușuroi de furnici, mirmecofilos (adj.), mirmecofil (n.)
- Mirmidoni (n.) furnici-oameni în Metamorfoze și în Iliada, unde sunt războinicii lui Ahile